# Principiul de excluziune
Principiul de excluziune, numit și Principiul Pauli este un principiu din mecanica cuantică, formulat de Wolfgang Pauli în 1925. Acesta afirmă că doi fermioni identici nu pot ocupa aceeași stare cuantică simultan. O formulare mai riguroasă a acestui principiu este că, pentru doi fermioni identici, funcția de undă totală este antisimetrică. Pentru electronii dintr-un singur atom, înseamnă că doi electroni nu pot avea aceleași patru numere cuantice, adică dacă n, l, și ml sunt aceleași, atunci ms trebuie să fie diferit, astfel încât electronii să aibă spin opus.

## Generalități
Principiul de excluziune este unul din principiile cele mai importante din fizică, în primul rând pentru că cele trei tipuri de particule din care este compusă materia obișnuită — electroni, protoni, și neutroni — i se supun; astfel, toate particulele materiale prezintă comportament de ocupare a spațiului. Principiul de excluziune Pauli susține multe din proprietățile caracteristice ale materiei de la stabilitatea pe scară largă a materiei până la existența tabelului periodic al elementelor.
Principiul de excluziune derivă matematic din definiția operatorului impuls unghiular (operator de rotație) din mecanica cuantică. Schimbul de particule din sistemul cu două particule identice (care este echivalent matematic cu rotația fiecărei particule cu 180 de grade) are ca rezultat schimbarea semnului funcției de undă a sistemului (când particulele au spin semiîntreg) sau nu (când particulele au spin întreg). Astfel, două particule identice cu spin semiîntreg nu pot fi în același loc cuantic - pentru că funcția de undă a unui astfel de sistem ar trebui să fie egală cu opusul său - și singura funcție de undă care satisface această condiție este funcția de undă nulă.
Particulele cu funcții de undă antisimetrice se numesc fermioni—și respectă principiul de excluziune Pauli. În afară de electron, proton și neutron, în această categorie se mai înscriu neutrinii și quarkurile (din care sunt formați protonii și neutronii), precum  și unii atomi cum ar fi cel de heliu-3. Toți fermionii au spin semiîntreg, adică ei au un impuls unghiular intrinsec a cărui valoare este {\displaystyle \hbar =h/2\pi } înmulțită cu un număr semiîntreg (1/2, 3/2, 5/2, etc.). În teoria mecanicii cuantice, fermionii sunt descriși ca "stări antisimetrice".
Particulele cu spin întreg au o funcție de undă simetrică și se numesc bosoni; în contrast cu fermionii, ei se pot afla în număr mai mare în aceeași stare cuantică. Exemple de bosoni sunt fotonul și bosonii W și Z.

## Istoric
La începutul secolului al XX-lea, a devenit clar că atomii și moleculele cu perechi de electroni sau număr par de electroni sunt mai stabile decât cele cu număr impar de electroni. În celebrul articol din anul 1916 Atomul și molecula de Gilbert N. Lewis, de exemplu, regula trei din cele șase postulate ale comportamentului chimic afirmă că atomul tinde să aibă un număr par de electroni în înveliș și mai ales opt electroni, aranjați în mod normal simetric în cele opt colțuri ale unui cub. În 1922 Niels Bohr a arătat că sistemul periodic al elementelor poate fi explicat pornind de la presupunerea că anumite numere de electroni (cum ar fi 2, 8 și 18) corespund unor "învelișuri închise" stabile. 
Pauli a căutat o explicație pentru aceste numere care erau la început doar empirice.
În același timp, el încerca să explice rezultatele experimentale din efectul Zeeman în spectroscopia atomică și în feromagnetism. El a găsit un indiciu esențial într-o lucrare din 1924 a lui E.C.Stoner care arăta că pentru o valoare dată a numărului cuantic principal (n), numărul de nivele de energie ale unui singur electron în spectrul metalelor alcaline într-un câmp magnetic extern, unde toate nivele de energie degenerate sunt separate, este egal cu numărul de electroni din învelișul închis al gazelor rare pentru aceeași valoare a lui n. Aceasta l-a condus pe Pauli la observația că numerele complicate de electroni din învelișurile închise pot fi reduse la regula simplă un electron pe stare, dacă stările electronilor sunt definite folosind patru numere cuantice. Pentru acest scop, el a introdus un nou număr cuantic cu două valori posibile, identificat de Samuel Goudsmit și George Uhlenbeck ca fiind spinul electronului.

## Legătura cu simetria stărilor cuantice
Principiul de excluziune Pauli poate fi descoperit pornind de la presupunerea că un sistem de particule ocupă stări cuantice antisimetrice. Conform teorema statisticii spinului, particulele cu spin întreg ocupă stări cuantice simetrice, iar particulele cu spun semiîntreg ocupă stări antisimetrice; mai mult, principiile mecanicii cuantice permit doar valori întregi sau semiîntregi pentru spin.
O stare antisimetrică a două particule, în care o particulă există în starea {\displaystyle \left|\psi _{1}\right\rangle } și cealaltă în starea {\displaystyle \left|\psi _{2}\right\rangle } este
{\displaystyle |\psi _{1},\psi _{2}\rangle ={\frac {1}{\sqrt {2}}}{\Big (}|\psi _{1}\rangle |\psi _{2}\rangle -|\psi _{2}\rangle |\psi _{1}\rangle {\Big )}.}
Totuși, dacă {\displaystyle \left|\psi _{1}\right\rangle } și {\displaystyle \left|\psi _{2}\right\rangle } sunt doar aceeași stare, formula de mai sus dă mulțimea zero:
{\displaystyle |\psi _{1},\psi _{2}\rangle =0.}
Aceasta nu reprezintă o stare cuantică validă, deoarece vectorii de stare care reprezintă stările cuantice trebuie să fie normalizabili la 1. Cu alte cuvinte, particulele din acest sistem nu pot fi găsite ca ocupând aceeași stare cuantică.

## Consecințe
Principiul de excluziune ajută la explicarea unei largi varietăți de fenomene fizice. Un astfel de fenomen este "rigiditatea" materiei obișnuite (fermioni): principiul afirmă că fermioni identici nu pot intra unii în alții, de unde observațiile noastre de zi cu zi din lumea macroscopică, unde obiectele materiale se ciocnesc în loc să treacă unele prin altele, și putem sta pe pământ fără a intra în el. O altă consecință a principiului este strucura învelișului electronic al atomilor și felul în care atomii își partajează electronii - de unde varietatea elementelor și compușilor acestora. (Un atom neutru din punct de vedere electric are un număr de electroni legați egal cu cel al protonilor din nucleu. Deoarece electronii sunt fermioni, principiul de excluziune le interzice să ocupe aceeași stare cuantică, astfel electroni trebuie să "se adune unii peste alții" în cadrul unui atom).